# Ла-Флот
Ла-Флот (фр. La Flotte) — коммуна во Франции, на острове Ре. Входит в состав кантона Сен-Мартен-де-Ре округа Ла-Рошель (департамент Приморская Шаранта, Новая Аквитания). Включена в список «Самых красивых деревень Франции».
Код INSEE коммуны — 17161.

## Население
Население коммуны на 2010 год составляло 2889 человек.
| 1962 | 1968 | 1975 | 1982 | 1990 | 1999 | 2010 |
| ---- | ---- | ---- | ---- | ---- | ---- | ---- |
| 1578 | 1681 | 1737 | 1878 | 2452 | 2738 | 2889 |

## Ссылки

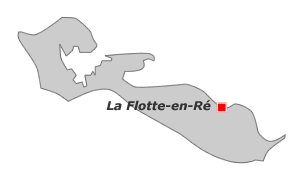
Местоположение коммуны на острове Ре